# Артик
Артик (на арменски: Արթիկ) е град, разположен в провинция Ширак, Армения. Населението му през 2011 година е 19 534 души.

## Население
- 1990 – 25 126 души
- 2001 – 15 985 души
- 2009 – 17 358 души
- 2011 – 19 534 души